# Hilde Merete Aasheim
Hilde Merete Aasheim (* 1958 in Larvik) ist eine norwegische Unternehmerin. Seit Mai 2019 ist sie Vorstandsvorsitzende des Aluminiumproduzenten Norsk Hydro.

## Leben
Aasheim schloss ein wirtschaftswissenschaftliches Studium an der Norwegischen Handelshochschule ab und begann im Jahr 1986 ihre Tätigkeit bei der Firma Elkem. Dort saß sie ab 2002 als Leiterin der Siliziumabteilung in der Konzernführung.
Im Oktober 2005 wurde Aasheim Chefin des Leitungs- und Kulturbereiches bei Norsk Hydro. Sie übernahm im Januar 2008 die Verantwortung für die Zusammenlegung des Öl- und Erdgasgeschäftes mit Statoil (heute Equinor) und war anschließend ab Oktober 2007 bei StatoilHydro tätig. Im November 2008 bekam sie die Zuständigkeit für den Bereich Aluminium. Am 8. Mai 2019 übernahm sie als erste Frau die Leitung von Norsk Hydro von ihrem Vorgänger Svein Richard Brandtzæg. Sie ist Präsidentin und CEO (Vorstandsvorsitzende).
Im Jahr 2015 wurde sie Vorsitzende von Norsk Industri, der Industriesparte der Arbeitgeberorganisation Næringslivets Hovedorganisasjon (NHO). Sie ist außerdem Mitglied des European Round Table und des International Council of Metal and Mining.

## Privates
Hilde Merete Aasheim ist verheiratet und hat zwei Kinder. Ihr Sohn Christian Mikkelsen ist als Komiker und Moderator bekannt.